# Pendápolis (Phocide)
Pendápolis (grec moderne : Πεντάπολις) est une localité située dans le dème de Doride, dans le district régional de Phocide, dans la périphérie de Grèce-Centrale, en Grèce.
Selon le recensement de 2021, elle compte 247 habitants.